# Сант'Ана (Ористано)
Сант'Ана је насеље у Италији у округу Ористано, региону Сардинија.
Према процени из 2011. у насељу је живело 208 становника. Насеље се налази на надморској висини од 20 м.